# Away from Her
Away from Her is een Canadese film uit 2006 geregisseerd door Sarah Polley. De film beleefde zijn première tijdens het Internationaal filmfestival van Toronto. De film is gebaseerd op het korte verhaal The Bear Came over the Mountain geschreven door Alice Munro.

## Verhaal
Grant (Gordon Pinsent) en Fiona (Julie Christie) zijn meer dan veertig jaar getrouwd met elkaar. Nu ze beiden op oudere leeftijd zijn en een comfortabel leven leiden op het platteland, merkt Fiona dat ze problemen krijgt met haar geheugen. Ze realiseert zich dat ze te maken heeft met de eerste verschijnselen van de ziekte van Alzheimer. Vastbesloten om haar man niet op te zadelen met haar problemen, laat ze zich opnemen in het verzorgingshuis van Madeleine Montpellier (Wendy Crewson). Hoewel Grant moeite heeft met de gewenningsperiode van zijn vrouw, waarin hij haar een maand niet mag zien, helpt verzorgster Betty (Grace Lynn Kung) hem erdoorheen door er telefonisch voor hem te zijn. Wanneer Grant zijn vrouw weer komt opzoeken, is deze erg gehecht geraakt aan medepatiënt Aubrey (Michael Murphy), terwijl ze al moeite krijgt haar man nog te herkennen. Zowel Grant als Aubreys vrouw Marian (Olympia Dukakis) ziet de twee steeds dichter naar elkaar toe groeien, waarop Marian haar echtgenoot uit het verzorgingstehuis haalt. Daarop raakt Fiona depressief.

## Rolverdeling
| Acteur          | Personage      |
| --------------- | -------------- |
| Gordon Pinsent  | Grant Anderson |
| Julie Christie  | Fiona Anderson |
| Michael Murphy  | Aubrey         |
| Olympia Dukakis | Marian         |
| Kristen Thomson | Kristy         |
| Grace Lynn Kung | zuster Betty   |
| Alberta Watson  | Dr. Fischer    |

## Prijzen/nominaties
2007
- ACTRA Toronto Award voor Beste acteur (Gordon Pinsent) - Gewonnen
- Twee CFCA Awards
  - voor Beste actrice (Julie Christie)
  - voor Meest belovende filmmaker (Sarah Polley)
- DFWFCA Award voor Beste actrice (Julie Christie) - Gewonnen
- DGC Team Award voor Beste crew - Gewonnen
- Vier DGC Craft Awards
  - voor regie (Sarah Polley)
  - voor montage (David Wharnsby)
  - voor design (Kathleen Climie)
  - voor geluid
- New Generation Award (Sarah Polley) - Gewonnen
- NBR Award voor Beste actrice (Julie Christie) - Gewonnen
- Twee NYFCC Awards
  - voor Beste actrice (Julie Christie) - Gewonnen
  - voor Beste eerste film (Sarah Polley) - Gewonnen
- Portland International Film Festival Publieksprijs - Gewonnen
- Twee SFFCC Awards
  - voor Beste actrice (Julie Christie) - Gewonnen
  - voor Beste scenario (Sarah Polley) - Gewonnen
- Sarasota Film Festival Publieksprijs - Gewonnen
- Vier Satellite Awards
  - Beste actrice (Julie Christie)
  - Beste regisseur (Sarah Polley)
  - Beste film
  - Beste scenario
- Sedona International Film Festival Beste filmmaker (Sarah Polley) - Gewonnen
- São Paulo International Film Festival Internationale Jury Award
- WAFCA Award Beste actrice (Julie Christie) - Gewonnen
- WGC Award Beste film - Gewonnen

2008
- Critics' Choice Award voor Beste actrice (Julie Christie)
- Golden Globe voor Beste actrice in een dramafilm (Julie Christie)
- Screen Actors Guild Awards Beste actrice (Julie Christie)